# 19. Międzynarodowy Festiwal Filmowy w Wenecji
19. Międzynarodowy Festiwal Filmowy w Wenecji odbył się w dniach 24 sierpnia – 7 września 1958 roku.
Jury pod przewodnictwem francuskiego reżysera Jeana Grémillona przyznało nagrodę główną festiwalu, Złotego Lwa, japońskiemu filmowi Ryksiarz w reżyserii Hiroshi Inagakiego. Drugą nagrodę w konkursie głównym, Nagrodę Specjalną Jury, przyznano ex aequo francuskiemu obrazowi Kochankowie w reżyserii Louisa Malle'a oraz włoskiemu filmowi Wyzwanie w reżyserii Francesco Rosiego.

## Członkowie jury

### Konkurs główny
- Jean Grémillon, francuski reżyser − przewodniczący jury[2]
- Carlos Fernández Cuenca, hiszpański krytyk filmowy
- Piero Gadda Conti, włoski krytyk filmowy
- Hidemi Ina, japoński dziennikarz
- Alberto Lattuada, włoski reżyser
- Friedrich Luft, niemiecki krytyk teatralny
- Siergiej Wasiljew, rosyjski reżyser